# Tibetan National Football Association
De Tibetan National Football Association (TNFA) is de Tibetaanse voetbalbond in ballingschap. De TNFA heeft het hoofdkwartier in Dharamsala, India, dezelfde stad waar ook de Tibetaanse regering in ballingschap en de religieuze leider, de veertiende dalai lama, zijn gevestigd. De voetbalbond is opgericht in 2000 met als doel voetbaltoernooien te organiseren en de belangen te behartigen van het Tibetaans voetbalelftal.

## Geschiedenis
Toen de Deen Michael Nybrandt terugkeerde van een reis naar Tibet in 1997, kreeg hij het idee om opnieuw te pogen leven te blazen in een Nationaal Tibetaans voetbalelftal. Hier bleef het niet bij, aangezien hij hierbij ook de TNFA oprichtte. Hij wist een compleet elftal bij elkaar te selecteren zonder enige ervaring en wist het sportmerk hummel International te overtuigen het project voort te zetten. Sindsdien reist het elftal de wereld af om wedstrijden te spelen tegen zowel voetbalclubs als nationale elftallen. Michael Nybrant is anno 2008 nog steeds lid van de Tibetaanse voetbalbond.
De eerste keer dat het nationaal elftal van de TNFA ooit voetbalde was in juni 1999 in Bologna, Italië, op uitnodiging van de Italiaanse rockgroep Dinamorock aan de Tibetan Children's Villages. Voor het Tibetaans voetbal betekende dit een keerpunt, gezien veel getalenteerde spelers nu een kans kregen hun droom waar te maken om voor een nationaal team te spelen. De eerste wedstrijd na de oprichting speelde het elftal in het Vanløse Stadion in Kopenhagen op 30 juni 2001 tegen het Groenlands voetbalelftal waarvan het verloor met 4-1.

## Filmografie
- De cup, een film van Khyentse Norbu uit 1999
- Het verboden elftal, een documentaire van Rasmus Dinesen uit 2003